# 八七会議
八七会議（はちななかいぎ）は、1927年8月7日、中国共産党が漢口で開催した緊急党中央委員会会議の呼称である。

## 背景
1927年4月12日、上海クーデターを契機に、蔣介石らの中国国民党右派は「清党（中国国民党内部にいる中国共産党の粛清）」を開始した。また汪兆銘ら中国国民党左派が支配する武漢国民政府でも、ソ連・コミンテルンからの資金援助があまりにも乏しいため、「①土地革命の実行、②武漢政府と国民党の再改組、③2万人の共産党員の武装、④5万人の労働者・農民の国民革命軍への加入、⑤反動的な武漢の将領の処罰、など」からなるコミンテルンからの指示（5月指示）の内容を口実に、7月15日に党・政府・軍内の共産党員の職務停止を決定した。共産党自身も、コミンテルンからの指示（7月指示）を受け武漢国民政府から自主的に脱退した。これにより国民党左右両派から中国共産党員は排除され、第一次国共合作は崩壊した（分共）。
分共後、共産党員は全国に散らばったが、特に湖北省、湖南省には多くが潜伏した。コミンテルンの7月指示の武装闘争の実施を強く促す内容を受け、7月末に中国共産党中央は「南昌蜂起」の発動を決定し、実施した。

## 実施
南昌蜂起直後の8月7日、中国共産党中央は漢口で緊急中央委員会会議（八七会議）を開催した。
会議の主題は、陳独秀の誤りを清算し、以後の中国共産党の方針を確定することであった。会議は一日間開催され、議題は次の3点であった。
1. コミンテルンの代表の報告及び『全党党員に告げる書』（《告全党党员书》）
2. 瞿秋白の報告と関連する決議
3. 中央政治局の改組

会議では今後の方針「土地革命及び中国国民党への武装反抗」が確定された。毛沢東は会議で、「武力で政権を打ち立てる（槍杆子里面出政権）」という有名な診断を提出した。そして会議では、陳独秀に変わり瞿秋白が臨時中央政治局委員9人の首班に選ばれた。
中国では、中国共産党がこれまでの学生、工場労働者、農業労働者のストライキ、ボイコット、不買運動を主体（労働組合が組織した労働糾察隊は、本来のストライキ実施の監視役を逸脱し武装し中央・地方政府施設を攻撃することもあった。）とした運動方針から、積極的に武装し軍内では反乱を行う本格的な武装闘争方針への変更が決定された重要な会議としている。